# Ламарк (місячний кратер)
Кра́тер Лама́рк (лат. Lamarck) — залишки великого стародавнього метеоритного кратера у південно-західній частині видимого боку Місяця. Назву присвоєно в честь французького науковця, дослідника природи Жана Батиста Ламарка (1744—1829) і затверджено Міжнародним астрономічним союзом у 1964 році. Утворення кратера відбулось у донектарському періоді.

## Опис кратера

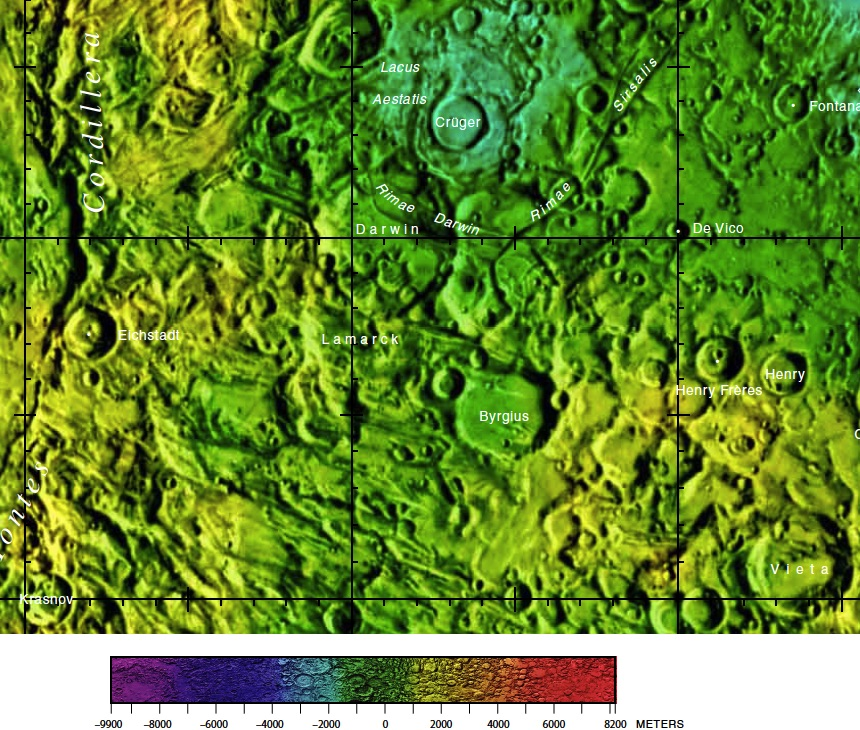
Околиці кратера Ламарк. Фрагмент мапи видимого боку Місяця

Найближчими сусідами кратера є кратер Ейхштедт на заході; кратер Дарвін на півночі; кратер Бюргі на сході південному сході; кратер Лагранж на півдні і кратер Краснов на південному заході. На захід від кратера лежать гори Кордильєри і за ними Гори Рука; на північному сході — Борозни Дарвіна і Борозни Сірсаліса. Селенографічні координати центру кратера 23°07′ пд. ш. 70°04′ зх. д. / 23.12° пд. ш. 70.06° зх. д., діаметр 114,7 км, глибина 1,11 км.
Кратер Ламарк за тривалий час свого існування практично повністю зруйнувався. Вал має вигляд невисокого, порушеного у багатьох місцях кільцевого хребта, малопомітного на тлі навколишньої місцевості. Північна частина кратера Ламарк частково перекрита кратером Дарвін. Дно чаші кратера пересічене й частково покрите породами, викинутими при утворенні Моря Східного, що розташоване на захід від кратера.

## Сателітні кратери
| Ламарк | Координати                                                | Діаметр, км |
| ------ | --------------------------------------------------------- | ----------- |
| A      | 25°09′ пд. ш. 70°58′ зх. д. / 25.15° пд. ш. 70.96° зх. д. | 53,4        |
| B      | 22°51′ пд. ш. 69°48′ зх. д. / 22.85° пд. ш. 69.8° зх. д.  | 7,6         |
| D      | 24°54′ пд. ш. 74°21′ зх. д. / 24.9° пд. ш. 74.35° зх. д.  | 131,3       |
| E      | 26°48′ пд. ш. 75°49′ зх. д. / 26.8° пд. ш. 75.81° зх. д.  | 8,7         |
| F      | 26°46′ пд. ш. 74°25′ зх. д. / 26.76° пд. ш. 74.42° зх. д. | 6,2         |
| G      | 27°16′ пд. ш. 72°13′ зх. д. / 27.27° пд. ш. 72.21° зх. д. | 14,7        |

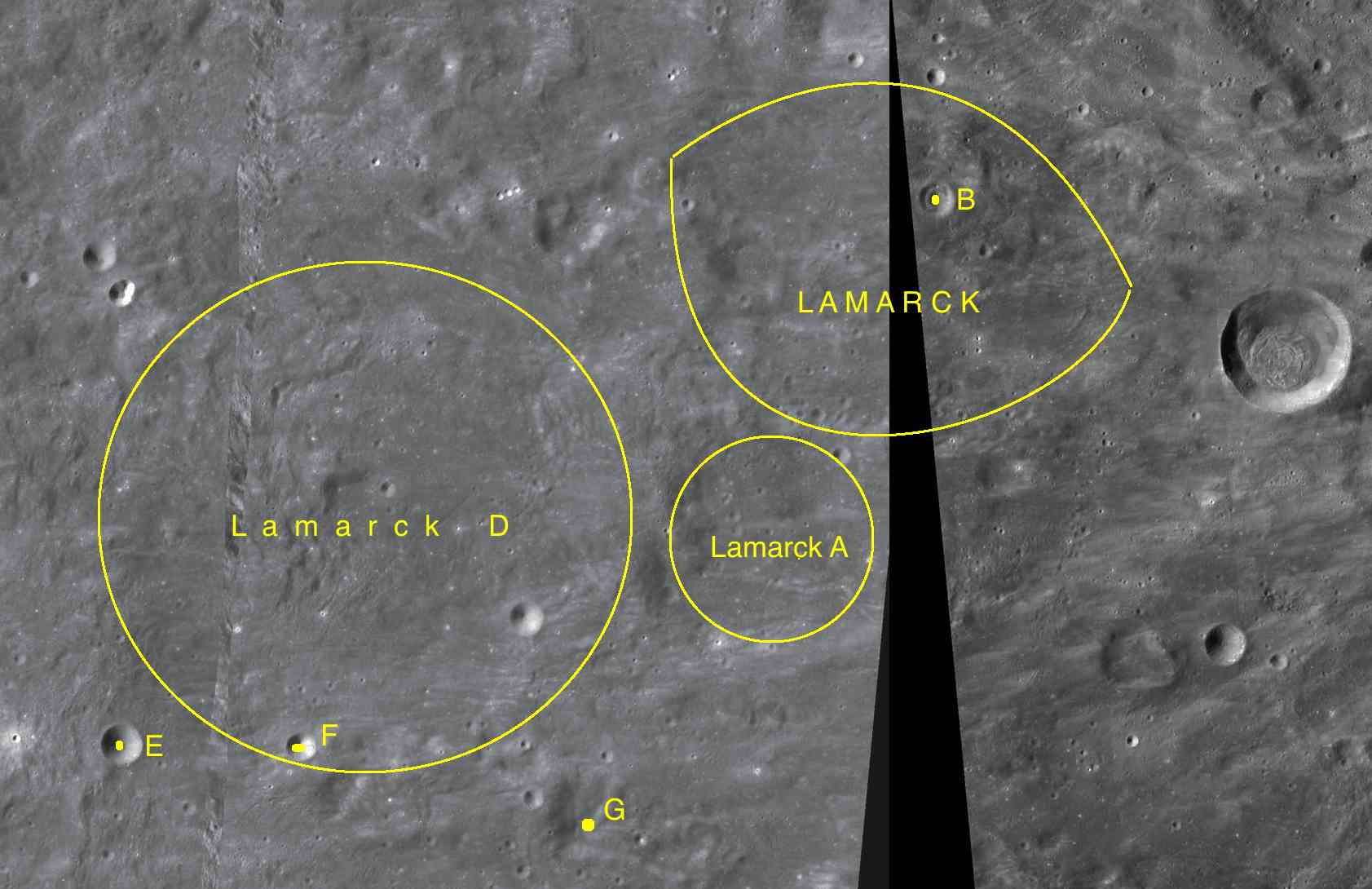
Фрагменти мап LAC-91, LAC-92

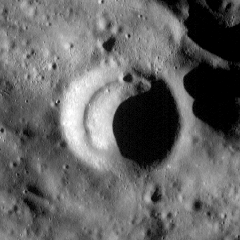
Сателітний кратер Ламарк B. Світлина зонда Lunar Reconnaissance Orbiter

- Сателітний кратер Ламарк B є концентричним кратером.
- Утворення сателітного кратера Ламарк D відбулося у донектарському періоді[1].